# 島太星
島 太星（しま たいせい、1998年1月29日 - ）は、日本の歌手、俳優、タレントであり、ボーイズグループNORD、男女混合歌唱グループLove Harmony's, Inc.のメンバー。北海道深川市出身。身長179cm。血液型A型。ソニーミュージック、及びCREATIVE OFFICE CUE所属。

## 略歴
中学1年時に学校祭にて歌唱し高評価を受けたことをきっかけに歌う事の楽しさを知り、また民謡の全国大会で優勝経験を持つ祖母からアドバイスを受ける中で歌手への興味を持つ。その後高校2年で全道規模のカラオケ大会で決勝進出しソニー・ミュージックのスタッフに目をつけられる。
北海道深川西高等学校在学中の2015年、CREATIVE OFFICE CUEとソニーミュージックによる北海道男子限定オーディション番組『アオタガイ学園（札幌テレビ放送）にて優秀賞に選ばれ、2016年にボーイズグループNORDのメンバーとしてデビュー。翌年、個人で初のレギュラー番組となる『Pop'n Rollにズキューン』（STVラジオ）に出演開始。
2018年2月、アメリカ・ニューヨークのアポロシアター・アマチュアナイトでサム・スミスのStay With Meのカバーを披露。
同年12月、ソニーミュージックが運営する劇団の選抜メンバーと歌手の遥海による男女混合歌唱グループ『Love Harmony's, Inc.』のメンバーに選出され、メインボーカルを務めることも多い。
2019年4月より初の単独メイン番組としてSTVラジオ『ぽっぷんランキング』を担当。同年12月に初の全国ネット放送となる『全日本歌唱力選手権 歌唱王』（日本テレビ）に出演し、MCの南原清隆から「ニュースターが現れた」と評されたことをきっかけに全国区の出演が増え始めた。
2020年4月より『ぽっぷんランキング』の後番組として、冠ラジオ『島太星のぽっぷんアイランド』が放送開始。また、初の全国区レギュラーとなる『ヒルナンデス!』のシーズンレギュラーに加入。同年11月、個人YouTubeチャンネル『たいせいはボク』を開設し、カバー動画を公開している。
2022年12月、自身初となるミュージカル、劇団千年王國『ロミオとジュリエット』にリンノスケ(きっとろんどん)と共にW主演。
2023年、出身地である北海道深川市初の『深川観光大使』に任命され、7月29日に開催されたふかがわ夏まつりで就任セレモニーが行われた。

## 人物
- 日本人離れした伸びのある力強い歌声に定評があり、所属するNORDではリードボーカルを務める。
- 自他共に認める大食いであり、重量1キロ超えのスープカレーを平らげ、メンバーの食べ残しも完食した[7]。
- パソコンが得意でNORD Official YouTube Channelの動画編集を一部担当している。
- NORDの冠番組『レバレバ！ノール』(UHB)内のスペシャルドラマ『迷子のバレンタイン』で主演、HTB開局50周年ドラマ『チャンネルはそのまま！』では主人公の同期役でレギュラー出演するなど俳優としての活動も目立っており、所属事務所の会長でタレント・映画監督の鈴井貴之が「あいつ良いな」と評し[8]、自身が脚本・演出を務める演劇プロジェクト「OOPARTS」に起用した。
- 事務所の先輩であるTEAM NACSの大泉洋からは「うちの事務所のリーサルウェポン」、オクラホマの河野真也からは「オフィスキューの飛び道具」と称された。また、メディアでは「奇跡のピュアボーイ」「北海道のニュースター」などの肩書きで紹介されることが多い。
- 漢字検定4級の資格を持っている。
- 趣味はオンラインゲーム。
- 全国区の仕事が増えても北海道在住を続けており、東京での仕事の際はウィークリーマンションで生活している[9]。

## エピソード
- 自身のラジオ番組「島太星のぽっぷんアイランド」でのファンネームは「アンモナイト」。

## 出演

### テレビ

#### バラエティ
- アオタガイ学園（2015年10月2日 - 2016年3月25日、札幌テレビ放送）[10]
- レバレバ！ノール（2017年9月 - 2018年5月25日、北海道文化放送）[11] - レギュラー出演
- 夜のお楽しみ寝落ちちゃん（2017年10月3日 - 2019年3月26日、北海道テレビ）- 不定期出演
- NORDのさっぽろキラキライフ（2018年4月 - 、北海道放送）[12]
- 全北海道　町おこしサミット！～右肩上がりで行こう～（2020年3月26日、NHK札幌放送局）
- イチモニ!（2020年4月4日 - 、北海道テレビ）- 土曜週替わりレギュラー
- ヒルナンデス!（2020年4月6日 - 6月29日（月曜シーズンレギュラー）、日本テレビ）
- どさんこワイド179（2020年4月 - 、札幌テレビ放送）- 不定期出演
- そんなコト考えた事なかったクイズ!トリニクって何の肉!?（2020年6月 - 2021年1月、ABC・テレビ朝日系）- 不定期出演
- ブラキタ（2020年7月 - 、北海道放送）- 毎月最終土曜日
- 今日ドキッ!（2020年10月 - 、北海道放送）- 水曜「おまかせ！子守さん」コーナーレギュラー
- 絶対に笑ってはいけない大貧民GoToラスベガス24時!（2020年12月31日、日本テレビ）
- まっちゃんねる（2021年6月19日、フジテレビ）- イケメンタル出演
- 熱唱!ミリオンシンガー（2021年9月5日・2022年3月8日、日本テレビ）
- 呼び出し先生タナカ（2022年5月15日 -、フジテレビ系）- 不定期出演
- 夜のブラキタ（2022年10月6日 - 、北海道放送）- 毎週木曜深夜 メンバー入れ替えで不定期出演

#### 音楽番組
- 第7回 全日本歌唱力選手権 歌唱王（2019年12月26日、日本テレビ）
- はやウタ（2025年3月3日、NHK総合）[13]

#### ドラマ
- 七人の夫 劇団ヘラクレスの掟NextStage（2018年11月29日、東海テレビ）[14]
- 10神スパイ大作戦～コード・バリカタ～ 第8話（2019年3月4日、福岡放送ほか）[15]
- チャンネルはそのまま!（2019年3月18日 - 22日、北海道テレビ、Netflixほか） - 服部哲太郎 役[16][17]
- がんばれ!TEAM NACS episode4（2021年7月11日、WOWOW） - 本人 役[18]
- Amazon Originalドラマ「結婚するって、本当ですか」エピソード2 マネージャー役
- 朝食特化型WEBドラマ「僕らのあざとい朝ごはん」（2022年9月3日 - 12月17日 、YouTube）
- 「僕らのあざとい朝ごはん～続いていく僕らの日々」（2023年3月29日 、テレビ東京）

### 映画
- 私の卒業-第3期-あしたのわたしへ - 佐伯和樹 役 (2022年)

### ラジオ
- なにぬねのーる（2016年10月7日 - 2018年9月26日、FMアップル）- レギュラー出演
- 今夜はNORDナイト！（2017年4月7日 - 、HBCラジオ）- 不定期出演
- Pop'n Rollにズキューン（2017年4月8日 - 2018年3月31日、STVラジオ）- レギュラー出演
- ぽっぷんミーティング!（2018年4月 - 2019年3月、STVラジオ）- レギュラー出演
- ぽっぷんランキング（2019年4月 - 2020年3月、STVラジオ）[19] - パーソナリティー
- DAYS（2020年1月30日、ニッポン放送）- Love Harmony's, Inc.として
- 島太星のぽっぷんアイランド（2020年4月 - 、STVラジオ）[20] - パーソナリティー
- まるごと!エンタメ〜ション
  - ようじのぢかん 7月第3週（2022年7月18日 - 22日）

### インターネット配信
- ドキュメンタル番外編 イケメンタルfromまっちゃんねる（2021年、Amazonプライム・ビデオ）- シーズン1出演

### 舞台
- Takayuki Suzui Project Vol.5 OOPARTS「リ・リ・リストラ～仁義ある戦い・ハンバーガー代理戦争」（2019年8月23日 - 9月23日、サンシャイン劇場 / 道新ホール / COOL JAPAN PARK OSAKA TTホール）[21]
- All Sapporo Professional Actors Selection vol.1『虹と雪、慟哭のカッコウ ～SAPPORO’72』（2020年2月20日 - 3月1日[22] / 札幌市民交流プラザ クリエイティブスタジオ）
- 劇団千年王國『ロミオとジュリエット』（2022年12月24日 - 25日、東1丁目劇場） - ジュリエット 役
- 「The Musical Day～Heart to Heart～ 2023」（2023年2月9日、Zepp DiverCity TOKYO）
- 「大阪松竹座開場100周年記念 ミュージカル ルーザーヴィル」（2023年3月1日 - 4月30日、新橋演舞場 他） - マーヴィン・キャムデン 役
- ミュージカル「聲の形」（2023年10月4日 - 8日、サンシャイン劇場） - 主演・石田将也 役[23]
- ミュージカル「GIRLFRIEND」（2024年6月14日 - 7月3日、シアタークリエ） - 主演・ウィル 役[24]
- NORD 第2回演劇公演「トムとディックとハリー」（2024年10月3日・4日、ジョブキタ北八劇場）[25]
- 朗読劇「スタートライン」（2024年11月4日、ヒューリックホール東京）[26]
- リーディング・ミュージカル「アンドレ・デジール 最後の作品」（2024年11月20日 - 24日、シアターH） - ジャン 役（EXILE NESMITHとWキャスト）[27]
- ミュージカル「フランケンシュタイン」（2025年4月10日 - 30日、東京建物 Brillia HALL / 5月5日・6日、愛知県芸術劇場 大ホール / 5月10日・11日、水戸市民会館 グロービスホール / 5月17日 - 21日、神戸国際会館 こくさいホール） - アンリ・デュプレ / 怪物 役（Wキャスト）[28][29]
- ミュージカル「四月は君の嘘」（2025年8月23日 - 9月5日、昭和女子大学 人見記念講堂 / 9月12日 - 14日、Niterra日本特殊陶業市民会館 ビレッジホール / 9月19日・20日、梅田芸術劇場 メインホール / 10月4日・5日、オーバード・ホール / 10月12日・13日、厚木市文化会館 大ホール） - 渡亮太 役（吉原雅斗とWキャスト）[30][31]

### CM
- ほくでんグループ「365日の明日」（2020年12月 - ） - 楽曲歌唱
- 北海道ろうきん  (2022年4月 - )[32]
- ホクレン「モチモチベーション北海道テレビCM」（2022年12月27日 - ）[33]

### 雑誌・web掲載
- 「スポーツ報知」事務所の先輩「TEAM NACS」さんのようになりたい…深川市から生まれた怪物NORD島太星のガオ～日記(2022年12月25日)[34]

### MV
- 大泉洋「あの空に立つ塔のように」（2023年12月18日 - ）[35]

## ディスコグラフィー
NORD、Love Harmony's, Inc.名義の曲は該当項目を参照

### ソロ
- Oh My Star（NORD 1stシングル『ハジマリスト』収録）
- 残り雪（NORD 4thシングル『僕＝君・ハート♡キャッチ』収録）
- Stay With Me (Sam Smith cover)（NORD 5thシングル『We are 革命児☆』収録）

### ユニット
- 「べにちんメロメロ」できちゃった（レバンガ北海道の松島良豪とのユニット「島'nちゅ」名義）[36]
- 本日のスープ（大泉洋とのユニット「洋と太星」名義、大泉洋 with STARDUST REVUEのカバー。配信アルバム『ThankCUE FAN MEETING 2018「グランドキャバレーサンキュー歌謡ショー」』収録）[37]
- 『諦めて正解 』ユニット名「小中大」 呼び出し先生タナカ（2022年4月-、フジテレビ）出演者である、横川尚隆・小宮璃央と共に「小中大」を結成。『諦めて正解』をパフォーマンスしている。